# جورج باغيت طومسون
السير جورج باغيت طومسون (بالإنجليزية: Sir George Paget Thomson)‏؛ (3 مايو 1892 - 1975)، عالم فيزياء بريطاني حائز على جائزة نوبل في الفيزياء لعام 1937 مع كلنتون دافنسون لاكتشافهما حيود الإلكترونات بوساطة البلورات.

## حياته
ولد في مدينة كامبريدج (إنجلترا).

## روابط خارجية
- جورج باغيت طومسون على موقع الموسوعة البريطانية (الإنجليزية)
- جورج باغيت طومسون على موقع مونزينجر (الألمانية)
- جورج باغيت طومسون على موقع ميوزك برينز (الإنجليزية)
- جورج باغيت طومسون على موقع إن إن دي بي (الإنجليزية)